# Broughton’s Rules
Broughton’s Rules (Broughton’s Rules of the Ring) - pierwszy w historii zbiór przepisów regulujących zasady rozgrywania walk bokserskich. Sformułowane przez mistrza boksu Jacka Broughtona i ogłoszone 16 sierpnia 1743 r. Z biegiem czasu ulegały modyfikacjom aż w 1838 r. zostały zastąpione przez London Prize Ring Rules.
Najważniejsze punkty Broughton’s Rules:
- Walka toczy się na kwadratowym placu (rozmiary nie były sprecyzowane) otoczonym linami.
- Na środku tego placu jest wytyczony punkt „startu” (kwadrat o boku 1 jarda), gdzie zaczyna się i wznawia walkę.
- Jeśli któryś z zawodników upadnie wskutek otrzymanego ciosu następuje przerwa trwająca pół minuty, jeśli po upływie tego czasu zawodnik nie może kontynuować walki, przegrywa ją.
- Walkę może przerwać również sekundant, poddając swojego zawodnika.
- Nie wolno bić leżącego lub klęczącego przeciwnika, chwytać za włosy, spodnie, uderzać w żadną część ciała poniżej pasa.
- Sędziowie są wybierani na miejscu przed walką spośród obecnych „dżentelmenów”.
- Z puli przeznaczonej na nagrodę zwycięzca otrzymuje dwie trzecie, pokonany jedną trzecią.

Rundą nazywano wtedy czas między kolejnymi przerwami; bywały rundy bardzo krótkie, kilkusekundowe nawet, zdarzały się i bardzo długie, kiedy żaden z pięściarzy nie mógł powalić rywala.